# Parkering
 Denne artikel omhandler overvejende eller alene danske forhold. Hjælp gerne med at gøre artiklen mere almen.
 For alternative betydninger, se Parkering (flertydig). (Se også artikler, som begynder med Parkering)
Parkering er en midlertidig hensætning af et køretøj i kortere eller længere tid. Effektiv parkering hjælper byerne med at gøre deres transportsystem mere effektivt og forbedre den samlede livskvalitet for borgerne. I Danmark beskrives parkering i færdselslovens §2 nr. 18:
Parkering:
enhver hensætning af et køretøj med eller uden fører. Standsning kortere end 3 minutter, standsning for af- eller påstigning samt af- eller pålæsning af gods anses dog ikke for parkering.

## Betalingsparkering
Formålet med at indkræve betaling for parkering på offentlige områder er, som man også umiddelbart kunne tro, at indkræve ekstra skat, eller for private p-pladser, f.eks. ved handelscentre, at opnå en ekstra indtægt. Det sidste fremgår også klart af de deleaftaler, p-afgift firmaerne indgår med ejerne af p-pladserne.
Københavns kommune havde i 2012 en omsætning på kr. 526 mio., med en samlet indtægt på kr. 259 millioner. 
Kommunalt søges det imidlertid forklaret med, at formålet med parkeringszoner, hvor kommuner opkræver betaling for parkering er at modvirke den såkaldte overspill parking, hvor en uforholdsmæssigt antal af biler holder parkeret i enkelte, ofte centrale bydele og ved at opkræve betaling tilstræbes det at demotivere bilister fra at køre de mest overflødige ture, og derved gøre bydele og tilhørende parkeringspladser mere tilgængelige for mere nødvendig trafik.[kilde mangler]

## Parkeringsregler
Forskellige lande har forskellige regler for at markere om og hvornår parkering er tilladt. I nogle lande gælder "parkering forbudt" i begge sider af vejen, hvor skiltet er opsat, i andre lande kun i den vejside, hvor skiltet står. Ligeledes findes der regler om, at parkering kun må ske på dage med lige hhv. ulige datoer. Mange steder findes undertavler, som angiver at parkering kun er tilladt på hverdage eller søn- og helligdage eller kun i andre særlige sammenhænge.

## Parkering i Danmark
De nærmere regler for parkering er anført i færdselslovens §§ 28-31. Det omtalte køretøj kan være et automobil, en motorcykel, en cykel o.a. og parkering af køretøjer kan enten være mod betaling eller gratis, idet motorcykler og cykler i mange kommuner ikke kan pålægges parkeringsafgift. Parkering kan enten ske som parallelparkering, skrå parkering eller parkering på tværs af kørselsretningen. Valg af parkeringsformen afhænger af geometrien af området.
Vejmyndigheden, det vil oftest sige kommunen, kan i følge Færdselslovens paragraf 92 give parkeringsdispensation. I Københavns Kommune tildeles disse af Center for Veje.
Københavns Politi har i samarbejde med Københavns Kommune udgivet en "Vejledning i udfærdigelse af parkeringsafgifter", der fortolker parkeringsreglerne
Færdselsloven tillader i §28, stk. 3, at kommuner tillader biler at parkere en del af bilen på fortovet, hvis det er skiltet og ikke er til fare eller ulempe for færdslen på fortovet. En henvisning over lokale parkeringsregler i kommunerne findes hos Justitsministeriet.
Følgende kommuner har givet lov til fortovsparkering i disse kommuner:
- Frederiksberg
- Bornholm
- Fredericia
- Hillerød[11]
- Høje-Taastrup
- København
- Lyngby-Taarbæk
- Næstved
- Aarhus

I §30 findes der en undtagelse til de generelle regler for standsning og parkering for køretøjer, der bruges til vejarbejde, til politi/kriminalforsorgen og til redningskøretøjer. Derimod skal taxaer og skraldevogne samt køretøjer, der anvendes af hjemmesygeplejersker, håndværkere og vægtere følge de almindelige regler.
Parkering foretages oftest enten i vejsiden eller på specielt oprettede parkeringspladser, som kan være åbne eller lukkede, parkeringshuse, ved vejsider og på private matrikler. I centrale dele af byer og på mange parkeringspladser, skal der betales en parkeringsafgift og der foretages oftest parkeringskontrol hvor ulovlig parkering pålægges en kontrolafgift. I andre tilfælde uddeler det lokale politi parkeringsbøder. Finansiering og tidskontrol af offentlige pladser udføres ved hjælp af brugerbetaling, som administreres af det offentlige eller private firmaer.
Taler om gratis parkering i København er byen inddelt i zoner, som ikke omfatter de betalingszoner. Hvis du er i en betalingszone, skal du tjekke hvilken farvezone du er i; rød, grøn, blå eller gul.
Rød zone – Indre by og koster op til 39,-/timen i dagtimerne.
Grøn zone – København V, Christiania og København K. - parkering op til 23,-/timen.
Blå zone – Indre Nørre - og Østerbro samt Vesterbro og koster op til 15,-/timen.
Gul zone – Ydre Nørre- og Østerbro samt Valby. Parkering er op til 11,-/timen i dagtimerne.. 